# Johan Andreas Bruun de Neergaard
Johan Andreas Bruun de Neergaard (4. august 1770 på Svenstrup – 2. juni 1846 i København) var en dansk godsejer, bror til Jens Peter Bruun de Neergaard og Tønnes Christian Bruun de Neergaard og far til Joachim Bruun de Neergaard.
Han var søn af etatsråd Jens Bruun de Neergaard og ejede Skjoldenæsholm (fra 1796) og Svenstrup (fra 1803). Neergaard blev kammerherre og major. 
Han ægtede 22. juni 1799 Elisabeth "Elise" Hendrine "Henriette" Cramer (25. juni 1779 – 28. marts 1836 i København), datter af Laurentius Johannes Cramer og Henrikke Margrethe Decker. Børn:
1. Anna Joachimine Henriette Bruun de Neergaard (10. maj 1800 i København – 15. marts 1832 i Sorø), gift med stiftamtmand Christian Ludvig von Stemann
2. Jens Laurentius Bruun de Neergaard (6. februar 1804 i København – 28. april 1842), gift 1836 med Julie Octavia Benigna de Flindt (1. januar 1814 – 29. marts 1874). Hans linje uddøde med hans søn, Henry Johan Jacob Louis Bruun de Neergaard (9. oktober 1839 – 20. oktober 1869) til Oxholm
3. Peter Christian Joachim Bruun de Neergaard (1806-1893)
4. Andreas Theodor Bruun de Neergaard (29. september 1808 på Skjoldenæsholm – 29. april 1891 i Valsølille), gift med Caroline Elise Adelaide Cramer (1820-1880)